# Корс, Майкл
Майкл Корс (англ. Michael David Kors, при рождении Karl Anderson-junior; род. 9 августа 1959 года на Лонг-Айленде) — американский модельер, основатель модного бренда Michael Kors и совладелец[уточнить] холдинга Capri Holdings, владеющего брендами Michael Kors, Jimmy Choo и Versace.

## Биография
Карл Андерсон-младший родился на Лонг-Айленде (штат Нью-Йорк). Его мать, Джоан Хэмбургер, еврейка по происхождению, работала в юности манекенщицей; отец, Карл Андерсон, имел шведские корни. Когда ребёнку было пять лет, мать вышла замуж во второй раз, за Билла Корса. После этого Карл взял себе новое имя. Семья жила в Меррике (округ Нассау).
Майкл увлёкся одеждой ещё будучи подростком. После окончания Средней школы имени Джона Ф. Кеннеди в Беллморе, он поступил в нью-йоркский Технологический институт моды, однако бросил учёбу девять месяцев спустя.
Устроившись продавцом в магазин Lothar, он вскоре также начал оформлять там витрины, для чего стал создавать собственные модели одежды. Магазин находился на 57-й улице, через дорогу от универмага Bergdorf Goodman, и однажды директор отдела моды Дон Мелло обратил внимание на эти витрины. Он решил дать Майклу возможность показать свою работу закупщикам универмага. Модели Корса понравились, и в 1981 году Bergdorf Goodman запустил производство коллекции женской одежды под брендом Michael Kors, выставив её у себя на продажу.
В 1990 году Корс запустил бюджетную линию одежды и обуви по лицензии KORS by Michael Kors. В 1993 году производство товаров под этой маркой было приостановлено из-за проблем, возникших у компании-держателя лицензии, однако позднее возобновилось.
В 1997 году французский дом моды Céline, впервые запускавший свою линию женской одежды, пригласил Майкла Корса для создания коллекций. После нескольких лет сотрудничества, в октябре 2003 года Корс покинул Céline, чтобы сконцентрироваться на собственном бренде.
В 2004 году Корс запустил линию одежды и аксессуаров массового производства MICHAEL by Michael Kors.
Бутики всех линий марки Michael Kors есть в Нью-Йорке, Беверли-Хиллз, Палм-Бич, Чикаго, а также Москве и Санкт-Петербурге. Одежду этого бренда носят такие знаменитости, как Мишель Обама, Дженнифер Лопес, Хайди Клум, Рэйчел Макадамс, Кэтрин Зета-Джонс и другие.
Корс является судьёй телевизионного реалити-шоу «Проект Подиум», пять сезонов которого транслировались на американском канале Bravo, а шестой сезон вышел в эфир в августе 2009 года на канале Lifetime.
Корс живёт в Нью-Йорке. Он открытый гей. После легализации в Нью-Йорке однополых браков Корс вышел замуж за Лэнса ЛеПере — своего давнего партнёра, с которым он жил с 1990 года.
Больше 30 лет Корс сотрудничает с организациями, помогающим людям с ВИЧ и СПИДом. В 2012 году за жизненные достижения в благотворительности Корс получил статуэтку Golden Heart Award.

## Критика
Критики прозвали Корса первым дизайнером женской одежды массового производства. Итальянский модельер Роберто Кавалли назвал Майкла Корса «самым копирующим дизайнером в мире» и призвал его остановиться в копировании своих моделей. Также он отметил, что Корс создаёт не американскую, а глобальную моду, и просто базируется в Америке.